# Blackberry Z10
Das Blackberry Z10 (Eigenschreibweise BlackBerry Z10) ist ein Smartphone des kanadischen Herstellers Blackberry (früher: Research in Motion). Das Gerät wurde am 30. Januar 2013 erstmals präsentiert und ist das erste des Herstellers mit dem ebenfalls im Januar 2013 neu eingeführten Betriebssystem Blackberry 10. Verkaufsstart des Z10 war in Großbritannien am 31. Januar 2013. In Deutschland ist das Gerät seit dem 22. Februar 2013 erhältlich.

## Bedienung und technische Details
Besonderheit des Betriebssystems ist das Bedienkonzept, welches für die normale Bedienung auf Gestensteuerung setzt und ohne physische oder virtuelle Tasten auskommt. Das Blackberry Z10 hat lediglich Tasten zur Lautstärkeregelung und Stummschaltung an der Seite und eine Ein-/Aus-Taste am oberen Ende des Geräts. Sämtliche Steuerung, auch das Entriegeln aus dem Standby, erfolgt über Wischgesten auf dem Touchscreen. Der bisher für Smartphones typische „Home-Button“ entfällt. Im Gegensatz zu anderen Smartphones, insbesondere dem Apple iPhone als direkten Konkurrenten, verfügt das Z10 über einen wechselbaren Akku und einen durch eine microSD-Karte erweiterbaren Speicher.
Das Gerät gibt es für verschiedene Regionen in vier unterschiedlichen Modellausführungen (STL-100-1, STL-100-2, STL-100-3, STL-100-4), die sich hinsichtlich der technischen Ausstattung leicht unterscheiden. Die Modelle sind auf die jeweiligen Bedingungen der Mobilfunknetze abgestimmt.